# Kedares
Kedares (griechisch Κέδαρες) ist eine Gemeinde im Bezirk Paphos in der Republik Zypern. Bei der Volkszählung im Jahr 2021 hatte sie 39 Einwohner.
In der Gemeinde befinden sich die Kirchen Timios Prodromos und Agios Antonios.

## Lage und Umgebung

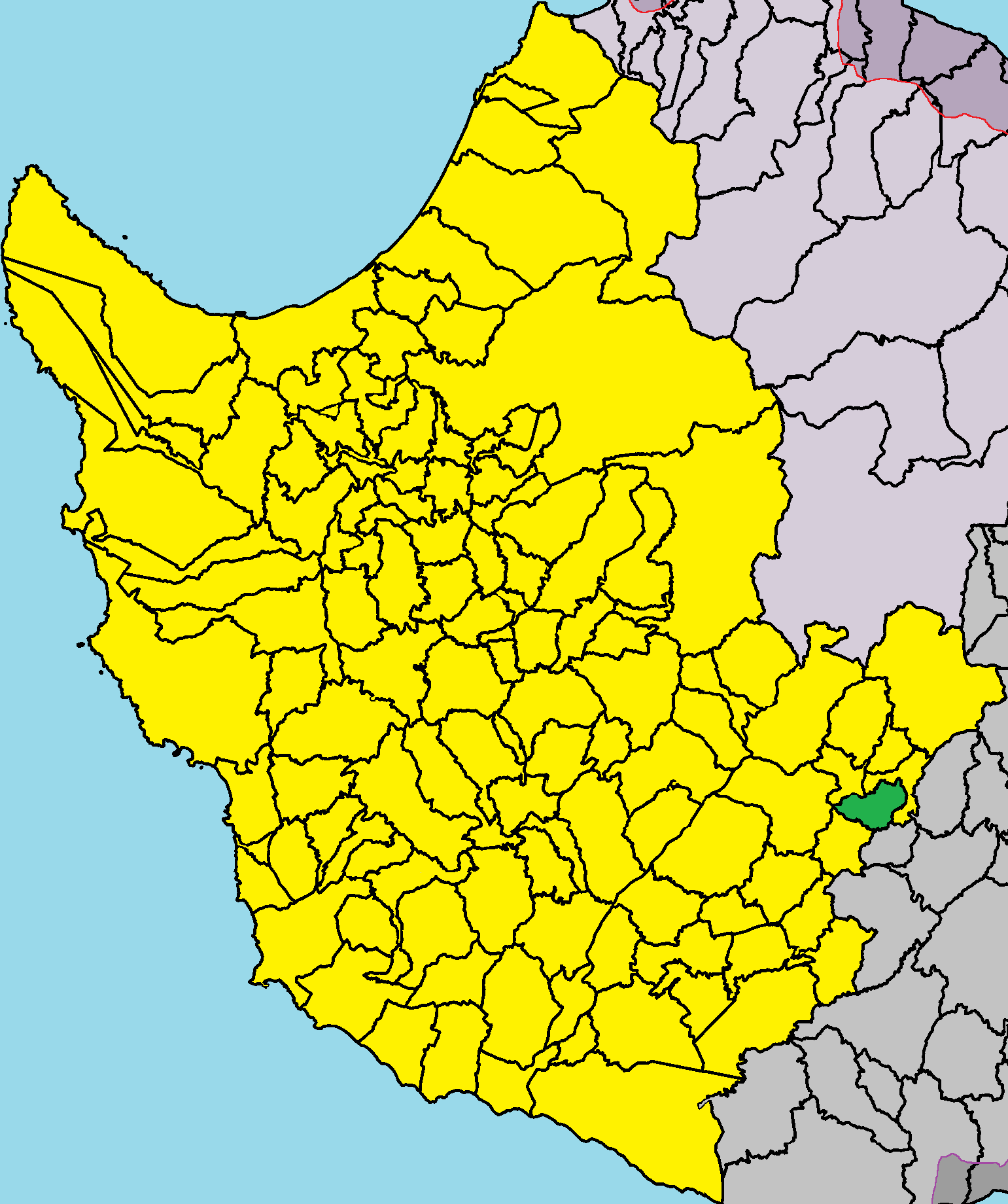
Lage im Bezirk Paphos

Kedares liegt am Fuße des Troodos-Gebirges im Osten des Bezirks Paphos auf der Mittelmeerinsel Zypern auf einer Höhe von etwa 260 Metern, etwa 30 Kilometer nordöstlich von Paphos. Das 4,9502 Quadratkilometer große Dorf grenzt im Norden an Mesana, im Norden und Osten an Pretori, im Süden an Gerovasa und Kidasi und im Westen an Salamiou. Im Westen der Gemeinde fließt der Fluss Diarizos. Das Dorf kann über die Straße F616 erreicht werden.

## Geschichte
In der Gemeinde Kedares wurden in mehreren antiken Gräbern mehrfach archäologische Funde aus der Jungsteinzeit, der Kupfersteinzeit und dem Hellenismus gefunden. Darunter waren Werkzeuge und Töpferwaren, Statuetten, Goldschmuck, Münzen, Medaillen und Vasen.
Im Jahre 1883 wurde die Kirche von Timios Prodromos zu ehren des Heiligen an der Westseite des Dorfes erbaut.

### Bevölkerungsentwicklung
Die folgende Tabelle zeigt die Bevölkerung des Dorfes, wie sie in den in Zypern durchgeführten Volkszählungen erfasst wurde.
| Jahr      | 1881 | 1891 | 1901 | 1911 | 1921 | 1931 | 1946 | 1960 | 1976 | 1982 | 1992 | 2001 | 2011 | 2021 |
| Einwohner | 176  | 189  | 229  | 283  | 329  | 365  | 476  | 259  | 208  | 142  | 67   | 61   | 80   | 39   |